# César Román Viruete
César Román Viruete (Madrid, 25 de noviembre de 1973), más conocido como "el rey del cachopo", es un empresario, antiguo político español y delincuente,conocido por el asesinato de su pareja, sus negocios fallidos y diversas estafas a lo largo de su vida. Se hizo más conocido por destacar en la hostelería madrileña, especialmente por la gastronomía de sus restaurantes, lo que le valió el apodo en los medios de comunicación de el rey del cachopo. También es conocido por el apodo (autoimpuesto) de Chiky. En su juventud militó y tuvo cargos orgánicos en los partidos políticos La Falange, PxC y el CDS.
Aunque había alcanzado a nivel mediático cierta notoriedad a raíz de sus negocios, adquirió notable relevancia mediática cuando en noviembre de 2018 fue detenido en Zaragoza acusado de asesinar a su novia, a la que habría descuartizado unos meses antes. Es considerado por la prensa como un estafador compulsivo y abanderado de un afán de protagonismo exacerbado.
Actualmente cumple condena en el Prisión de Alcalá Meco tras haber sido condenado a 15 años de cárcel por el homicidio de su expareja, Heidi Paz, en 2018. Está estudiando la carrera de Derecho dentro de la prisión.

## Biografía
César Román Viruete, en algunos medios mal transcrito como César Román Virueta, vivía en Madrid capital, en la zona de Embajadores, donde puso en 2016 su primer negocio con el nombre de A Cañada Delic Experience, un restaurante con comida del norte de España y cuyo plato estrella era el cachopo. Un año y medio después abrió hasta 5 locales del mismo negocio e impulsó una franquicia. Además, decidió comprar un local más grande en el barrio de Lavapiés. Como empresario comenzó a adquirir cierta notoriedad, siendo frecuentes sus apariciones en programas de televisión.
Antes de poner en marcha sus negocios en Madrid y otros lugares como Málaga, fue camarero y cocinero, además de militar en partidos de extrema derecha como Falange y PxC y brevemente en la sección madrileña del CDS, como secretario de prensa.

### Estafador
César Román Viruete despuntó como un estafador que engañó al sector de la alta cocina madrileña manipulando la concesión de premios que nunca obtuvo, como el de premio al Mejor Pulpo de la Feria de la Comunidad de Madrid, que la revista Interviú desmanteló en un reportaje. Llegó a crear un concurso propio donde se coronó en 2016 como "Rey del Cachopo", de ahí el mote, que después se supo también fue un amaño. Su estrategia de marketing consistió en fotografiarse con vedettes, músicos y destacados personajes del cine y televisión. El 6 de abril de 2018 abrió su cuarta sidrería en Madrid, con la presencia de la Banda de Gaiteros del Centro Asturiano de Madrid en la inauguración. Fue aquí donde contrató como camarera a la hondureña Heidi Paz Bulnes, de 25 años de edad.
Tras acumular pruebas en su contra de que los premios obtenidos eran amañados, sus restaurantes cerraron en unos meses, al no poder afrontar los pagos a proveedores.
El 13 de julio de 2018 pasó dos días en dependencias policiales a raíz de un altercado en un bar. Finalmente, el 23 de julio desapareció Heidi Paz Bulnes y el día 30 el mismo César Román, que tuvo aún tiempo de trabajar como ayudante de cocina en un bar hasta el 5 de agosto.

### Crimen
El 13 de agosto de 2018 apareció en una nave abandonada del distrito de Usera (Madrid) el torso de Heidi Paz Bulnes, una mujer de nacionalidad hondureña de 25 años, entonces novia de César Román. Los implantes mamarios aparecieron parcialmente quemados y el resto del cuerpo nunca fue encontrado. La policía sospechó inmediatamente de Román como autor del crimen, ya que el local donde apareció el cadáver de su novia esta alquilado a su nombre. Además, unas semanas antes, el propietario de un bar los había denunciado por asaltarlo reclamando una deuda que presuntamente había contraído con ellos. Desde el crimen de Heidi, desapareció. Días después, la Policía Nacional puso a Román en busca y captura.

### Detención
El 16 de noviembre fue detenido en un restaurante de Zaragoza tras ser identificado como el autor del crimen de su novia Heidi Paz. César Román estaba trabajando en un restaurante de la ciudad, Casa Gerardo, con un nombre falso, suplantando la identidad de un venezolano. Los dueños del establecimiento lo reconocieron en un programa de televisión y avisaron a la policía.
Maestro del engaño, intentó cambiar su aspecto físico para no ser reconocido: se había rapado la cabeza, adelgazó unos diez kilos y se dejó crecer la barba.